# E14
|  | No s'ha de confondre amb E014. |

La ruta europea E14 és una carretera que forma part de la Xarxa de carreteres europees. Comença a Trondheim, Noruega i finalitza a Sundsvall, Suècia. Té una longitud de 448 km.
Enllaça amb aquestes carreteres de la xarxa europea: 
- E04
- E06
- E39